# Antônio Marcos
Antônio Marcos Pensamento da Silva (São Paulo, 8 de novembro de 1945 — São Paulo, 5 de abril de 1992) foi um cantor, compositor, humorista e ator brasileiro.

## Biografia
Antônio Marcos começou trabalhando como office-boy, vendedor de varejo e balconista de loja de calçados antes de passar pelos programas de calouros, chegar ao rádio e finalmente à televisão. De 1960 a 1962, destacou-se no programa de Estevam Sangirardi, cantando, tocando violão e fazendo humorismo.
Em 1965, com dezenove anos integrou o coro Golden Gate e atuou nas peças Pé Coxinho e Samba Contra 00 Dólar, de Pascoal Lourenço, no Teatro de Arena. Convidado por Ramalho Neto, gravou seu primeiro disco pela RCA Victor, como integrante do conjunto Os Iguais, tornando-se logo solista e fazendo sucesso com a música "Tenho Um Amor Melhor Que O Seu" (Roberto Carlos).
Em 1969, participou do V Festival da MPB da TV Record interpretando "Tu Vais Voltar", a canção ficou em 4°lugar e Antônio Marcos conquistou o prêmio de "Melhor Intérprete" do festival. 
A partir daí, seguiram-se outros sucessos, como "Oração De Um Jovem Triste" (Alberto Luís) e "Como Vai Você" (com Mário Marcos). Foi lançado no cinema por J. B. Tanko, no filme Pais Quadrados... Filhos Avançados (1970), participando também de Som, Amor E Curtição (1972) e de outros, além de atuar em peças teatrais, como Arena Conta Zumbi (Teatro de Arena, direção de Augusto Boal, 1969) e Hair (Teatro Aquarius, direção de Altair Lima, 1970). Atingiu seu maior sucesso em 1973, com "O Homem De Nazaré" (Cláudio Fontana), que seria lançado no ano seguinte em espanhol. Um de seus últimos sucessos foi a canção-tema de O Profeta, telenovela da TV Tupi na qual participava sua futura esposa Débora Duarte. Já casado com a atriz, participaria com ela da telenovela Cara a Cara da TV Bandeirantes, na qual também interpretava a canção-tema.
Durante a década de 1980, sua carreira entraria em declínio. Como consequência, Antônio Marcos se tornaria usuário de álcool e outras drogas, que levariam a sua internação em clínicas de reabilitação. Em 1991, pretendia lançar um LP contendo uma versão de "Imagine", de John Lennon, mas Yoko Ono, viúva de Lennon, vetou a versão, o que, aliado à falência da gravadora Esfinge, impediu o lançamento do disco.

### Morte
Morreu em 5 de abril de 1992, vítima de insuficiência hepática, consequência do alcoolismo. Após sua morte, foram lançados os CDs Acervo (1994, coletânea RCA/BMG) e Aplauso (1996, coletânea RCA/BMG).

### Vida pessoal
A cantora Vanusa foi sua primeira esposa, com quem teve as filhas Amanda e Aretha Marcos (também cantora). Depois casou-se com a atriz Débora Duarte e com ela teve a também atriz Paloma Duarte. Sua terceira mulher foi Rose, com quem teve o filho Pablo. Antes de Vanusa foi pai do também cantor Manuel Marcos fruto de um romance com Miriam Mota quando começava sua carreira de ator. Nos seus últimos dois anos, viveu com Ana Paula, filha de Nice Rossi. Nice foi a primeira esposa de seu amigo Roberto Carlos.

## Discografia

### Álbuns
- Antônio Marcos (1969)
- Antônio Marcos (1970)
- 08-11-1945 (1971)
- Sempre (1972)
- Antônio Marcos (1973)
- Hombre de Nazaré (1974)[4]
- Cicatrizes (1974)
- Ele... Antônio Marcos (1975)
- Felicidade (1976)
- Antônio Marcos (1978)
- O Tempo Conta Dobrado (1982)
- O Sonho Não Acabou (1984)
- Antônio Marcos (1987)
- Todos Os Caminhos (1988)
- Acervo (1994, coletânea)
- Aplauso (1996, coletânea)
- Focus (1999, coletânea)
- Maxximum (2005, coletânea)

## Filmografia

### Cinema
- Pais Quadrados... Filhos Avançados (1970)[6]
- Som, Amor E Curtição (1972)[6]
- Geração Em Fuga (1972)[6]
- Com a Cama na Cabeça (1973)[6] (número musical)
- Salve-se Quem Puder - Rally da Juventude (1972)[6]

### Televisão
- Toninho on the Rocks (1970)[6]
- Cara a Cara (1979)[6]